# Rose Mofford

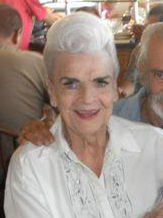
Rose Mofford

Rose Perica Mofford (* 10. Juni 1922 in Globe, Arizona; † 15. September 2016 in Phoenix, Arizona) war eine US-amerikanische Politikerin (Demokratische Partei). Sie war von 1988 bis 1991 Gouverneurin des Bundesstaates Arizona.

## Werdegang
Sie arbeitete für das Arizona Treasurer's Office und die Tax Commission. Ferner war sie als Business Manager des Arizona Highways Magazine tätig, bevor sie 1953 stellvertretende Secretary of State wurde, eine Stellung, die sie 22 Jahre innehatte. Sie wurde 1975 stellvertretender Direktor der Finanzbehörde (Department of Revenue) und folgte 1977 Wesley Bolin als Secretary of State. Offiziell wurde sie dann 1978 für ihre erste Amtszeit als Secretary of State gewählt sowie 1982 und 1986 wiedergewählt.
Mofford wurde am 8. Februar 1988 als Gouverneurin von Arizona vereidigt, um den Rest der Amtszeit des Republikaners Evan Mecham, der wegen eines erfolgreichen Amtsenthebungsverfahren gegen ihn, angestoßen wegen seiner als rassistisch geltenden Ausdrucksweise, seinen Posten räumen musste, abzuleisten. Sie war die erste Frau, die das Gouverneursamt in Arizonas Geschichte bekleidete. Als Gouverneurin formte sie die Alliance Against Drugs, gründete die Youth Commission Against Drugs und überwachte die Schaffung von Arizonas ersten landesweiten Drug Prevention Resource Centers. Ferner war sie die Präsidentin der National Association of Secretaries of State und die erste Frau, die zum Direktor des Central Arizona Water Board gewählt wurde.